# 尖刺绿蛛蟹
尖刺绿蛛蟹（学名：Chlorinoides aculeatus）为蜘蛛蟹科绿蛛蟹属的动物。分布于日本、印度尼西亚、澳大利亚、托列斯海峡、新加坡、丹老群岛、暹罗湾、Martaban湾、斯里兰卡以及中国大陆的广东等地，生活环境为海水，常生活于水深10-50米的岩石及具水草的海底。其生存的海拔范围为-50至-10米。